# Vincenzo Venuto
Vincenzo Venuto (Milano, 16 aprile 1965) è un biologo, divulgatore scientifico, autore televisivo e conduttore televisivo italiano.

## Biografia
Di madre friulana e padre siciliano, è laureato all'Università degli Studi di Milano in Scienze biologiche e ha un dottorato di ricerca in Scienze naturalistiche e ambientali. Ha lavorato in Africa e insegnato etologia, biologia animale, conservazione della natura. Dopo aver lavorato per dieci anni come ricercatore ed essersi occupato prevalentemente della comunicazione acustica dei pappagalli, viene scelto come redattore per MT Channel e successivamente vicecaporedattore e conduttore delle trasmissioni MT Channel Magazine e Galapagos. Dopo la chiusura del canale viene assunto come autore e consulente scientifico per Solaris, il mondo a 360 gradi e Sai xChé?. Nel 2006 viene scelto come conduttore, autore e consulente scientifico di Missione Natura, che andò in onda su LA7 per sette edizioni.
Nel giugno 2013 conduce su Rete 4 il programma Alive - Storie di sopravvissuti, che racconta le storie di chi ha rischiato di morire, ma alla fine ce l'ha fatta. Da settembre dello stesso anno conduce sempre su Rete 4 il programma documentaristico Life - Uomo e Natura, che propone il meglio della documentaristica internazionale con filmati inediti. Dal 6 maggio 2014 è alla guida della seconda edizione, composta da 8 puntate, di Alive - Storie di sopravvissuti sempre su Rete 4, mentre dal 16 ottobre condurrà la seconda edizione di Life - Uomo e Natura. Dal 28 maggio 2015 conduce la terza edizione di Alive, in cui il sottotitolo diventa La forza della vita.
Dalla primavera 2016 entra nella squadra di Forum, come autore della trasmissione. Nell'autunno dello stesso anno è la voce narrante di alcune pillole inerenti alla serie Rimbocchiamoci le maniche, in cui racconta storie vere di passione ed impegno. Dall'autunno 2019, sostituisce ancora una volta Edoardo Raspelli, passato nuovamente in Rai, e torna a condurre Melaverde insieme ad Ellen Hidding sugli schermi di Canale 5.

## Televisione
- Galapagos (MT Channel, 2005)
- MT Channel Magazine (MT Channel, 2006)
- Missione Natura (LA7, 2007-2012)
- Alive - Storie di sopravvissuti (Rete 4, 2013-2015)
- Life - Uomo e Natura (Rete 4, 2013-2015)
- Rimbocchiamoci le maniche - Storie di passione e impegno (Canale 5, 2016)[1]
- Tabù - viaggio oltre il proibito (Spike, 2018)
- Melaverde (Canale 5, dal 2018)

## Opere
- Appunti di Zoologia dei Vertebrati, UTET, 1992
- Pappagalli del mondo, Mondadori (con Massa R.), 1997
- I pappagalli africani, FOI (con Massa R., Crosta L., Taylor S.)
- Missione Natura, Corbaccio, 2011
- Il gorilla ce l'ha piccolo, 1ª ed., HarperCollins, 2020, ISBN 978-88-6905-844-8, OCLC 1200195325.
- Barbascura X (a cura di), Cos'è il sesso e a cosa serve, in Il satiro scientifico. Riprodursi male, collana Gaia, Mondadori, 2023, ISBN 978-88-0477-359-7.